# Bomberman II
Bomberman II (відома як Dynablaster у Європі) — відеогра, розроблена Hudson Soft для консолі Nintendo Entertainment System у 1991 році. Є продовженням гри Bomberman. Це може бути одиночна гра за сюжетом і гра в режимі hot-seat, максимум на чотири гравці.

## Одиночна гра
Одразу після запуску гри з'являється своєрідне головне меню, звідки можна розпочати основну гру (Game start). Потім програється невеликий ролик, з якого видно зав'язку гри: чорний Бомбермен підставив Білого, підсунувши йому вкрадений мішок із грошима. Але Білий Бомбермен утікає, і тепер його мета — відновити справедливість.

### Проходження гри
Щоб пройти гру, Бомбермен має пройти 64 рівні — по 8 рівнів у кожній з восьми локацій. Кожен рівень містить обов'язкові елементи — пробивні стінки, певну кількість монстрів, вихід на наступний рівень (крім останнього рівня у кожній локації, де відсутні пробивні стінки). Цей вихід являє собою синій квадрат, який міститься в одній із пробивних стінок. Щоб отримати доступ до цього квадрата, необхідно позбутися всіх монстрів. Бомбермен робить це лише за допомогою бомб. Якщо синій квадрат знайдено в останній пробивній стінці на рівні, гравець отримує додатковий бонус у вигляді очок. Також одна зі стінок містить певний приз; стінка з призом починає блимати, коли всі монстри вмерли, якщо приз не знайдено до цього. На виконання цих дій гравцю надається 4 хвилини. Якщо він не встигає, на мапі з'являються 8 додаткових монстрів «монеток 00:00», які пересуваються значно швидше Бомбермена та проходять крізь стінки. Фактично це означає смерть Бомбермена. Кожний останній рівень локації не містить стінок, не містить бонуса, але містить, крім двох звичайних монстрів, одного специфічного. Після смерті цього монстра синій квадрат з'являється автоматично. Якщо підірвати бомбою бонус на рівні, він втрачається. Якщо підірвати синій квадрат, звідти виходять 4 монстри одного з 4 типів.

### Характеристика локацій
Всього в грі є 8 локацій. Це стіна, валун, річка, ліс, печера, перший поверх замку, другий поверх замку, дах замку. Кожна локація характеризується певним ладншафтом, набором монстрів та розподілом бонусів по рівнях. Для певних локацій характерний спільний монстр на останньому рівні. Друга поява тих самих монстрів є трохи ускладненим варіантом першої (1, 3 лок. — змія; 2, 5 лок. — зайці з їх двійниками; 4, 6 — великі монстри, 7, 8 — кози та інші Бомбермени). Кожна наступна локація складніша за попередню і містить більшу кількість монстрів на рівнях.

### Характеристика монстрів
Кожен рівень містить монстрів. Умовно їх можна поділити на загальні та специфічні. Загальні монстри зустрічаються на всіх рівнях, а специфічні — лише у відповідній локації (але 8 локація містить монстрів з 1 і 2). За смерть кожного монстра гравець отримує певну кількість очок, і ця кількість завжди стала. На кожній локації зустрічаються два види специфічних монстрів — по 100 та по 400 очок. Якщо однією бомбою вбито двох монстрів одночасно, кількість очок за одного з них подвоюється. 

Серед загальних монстрів можна виділити окремий тип — ведмеді. Вони направлені на Бомбермена (переслідують його). Деякі монстри можуть пересуватися крізь пробивні стінки. Також існує ускладнений тип монстрів; ці монстри з'являються після 4 хвилин після початку гри: вони швидко пересуваються, направлені на гравця і здатні проходити крізь стінки. Якщо їх вдасться вбити, через певний час вони знову з'являться. В разі підбиття бомбою синього квадрата з нього можуть вийти: 4 ведмежа, 4 легких монстри, 4 монстри одного типу, що пересуваються крізь стінки, 4 монстри іншого типу, що пересуваються крізь стінки.

### Характеристика бонусів
Кожний рівень локації, крім останнього, містить певний бонус. Всі бонуси можна класифікувати так:
1. Ті, що діють протягом всієї гри. Сюди належать подовження радіуса дії бомби, збільшення кількості одночасних бомб, швидкість Бомбермена, додаткове життя. Ці бонуси беруться на певному рівні і діють до кінця гри. В разі смерті Бомбермена вони не втрачаються (крім життя).
2. Ті, що діють протягом проходження даної локації. Це затримка вибуху бомби (бомба вибухає, коли гравець натискає кнопку), здатність проходити крізь бомби, здатність проходити крізь стінки. Ці бонуси беруться на певному рівні і діють лише до завершення локації. На першому рівні нової локації вони вже не діють. Якщо гравець втрачає життя, він втрачає і бонус.
3. Бонус, що діє протягом даного рівня. Такий бонус єдиний, його можна зустріти тричі за гру (2-2, 3-3, 5-3). Це невразливість від бомб. При переході на наступний рівень він втрачається.

## Багатокористувацька гра
Тут можуть грати четверо гравців — двоє на клавіатурі і двоє на геймпаді. Якщо геймпада немає, то грати можуть лише двоє. Перед початком гри робляться необхідні налаштування: гра з черепками чи без них, наявність двох, трьох чи чотирьох гравців та кількість перемог певного гравця, які необхідні для завершення гри (від 1 до 5). Матч триває три хвилини, і за цей час гравці намагаються вбити одне одного. Якщо вбиті всі гравці або вони не вклалися в час, оголошується нічия. Якщо відсутній геймпад, а обрано режим трьох або чотирьох гравців, додаткові гравці будуть нерухомо стояти на респавні.

Відповідно до налаштувань кількості гравців на мапі також будуть певні монстри: хмарки та вогники (ці вогники є стоочковими в першій і восьмій локаціях в одиночній грі). Якщо двоє гравців, будуть дві хмарки і два вогники, якщо троє — одна хмарка і два вогники, якщо четверо — лише дві хмарки. Ця гра також містить бонуси — подовження радіусу дії бомби, додаткова бомба. Якщо ввімкнено гру з черепками, у пробивних стінках можна знайти й «антибонуси»: Бомбермен пересувається надто швидко, надто повільно, не може певний час ставити бомби, чи, навпаки, бомби ставляться автоматично. Як і в одиночній грі, бонуси знищуються, якщо їх підірвати. Крім цього, якщо, коли три хвилини закінчаться, на полі будуть бомби, вони автоматично з'являться в тому ж місці, де й були, у новому матчі.

## Налаштування та збереження гри
Якщо з головного меню ввійти в меню Setup, то можна зробити певні налаштування. Тут можна змінити клавіші керування Бомберменом, обрати колір Бомбермена у багатокористувацькій грі (тобто розподілити, які гравці керуються клавіатурою, а які — геймпадом), протестувати VGA та зберегти ці налаштування для подальших ігор. В меню password можна ввести певний пароль, унікальний для кожного рівня одиночної гри. Цей пароль можна побачити, якщо втратити всі наявні життя на певному рівні. Тоді гра запропонує або вийти з гри, або застосувати 1 continue. Таким чином можна і зберегти гру. Якщо запам'ятати цей пароль і потім знову завантажити той рівень, всі життя будуть збережені.